# Povijest Njemačke
Povijest Njemačke je povijest prostora današnje Republike Njemačke i naroda Nijemaca od antike do danas.

## Germanska plemena
Kako što se vidi na slici, germanska plemena su živjela na području sjeverne, sjevernoistočne Europe, i u prvom stoljeće prije Krista počeli su se širiti na zapad, istok i jug. Malo je znano o ranoj njemačkoj povijesti, većina informacija dolazi iz kontakata rimske civilizacije s Germanima. Već 100. godine, kad je Tacit napisao svoju Germaniju, germanska plemena su zauzimala područje na kome se rasprostire današnja Njemačka.
O ranoj njemačkoj povijesti, zna se iz arheoloških nalazišta i zapisa o bitkama s Rimskim Carstvom. Germanska plemena širila su se iz Skandinavije prema jugu u 1. stoljeću pr. Kr. Sukobljavali su se s Rimljanima, o čemu je pisao Tacit u knjizi Germania. Oko 260. g., germanska plemena, probila su rimsku granicu (Limes Germanicus) i širili su se na području današnje Njemačke.

## Sveto Rimsko Carstvo
Prvi Reich – kroz veći dio svoje povijesti poznat kao Sveto Rimsko Carstvo – potekao je 843. godine iz podjele Karolinškoga Carstva (koje je 25. prosinca 800. utemeljio Karlo Veliki), točnije iz Istočne Franačke, nastale podjelom Franačkoga Carstva 843. godine. Prvi se Reich u raznim oblicima održao do 1806. godine, kada je propao u Napoleonskim ratovima.

## Njemačka konfederacija
Njemački redovnik, Martin Luther izvjesio je na vrata crkve u Wittenbergu, svojih 95 teza o indulgencijama, dogmama i uređenju Crkve, 1517., što je kasnije dovelo do Protestanske reformacije i odvajanja od Katoličke Crkve.
Od 1815. do 1871. godine Njemačka je bila rascjepkana u mnogo neovisnih država, od kojih je 39 država činilo Njemačku konfederaciju (Deutscher Bund).

## Njemačko Carstvo
Njemački jezik i pojam »njemački narod« stari su više od tisuću godina, ali država koja je danas poznata kao Njemačka ujedinila se kao moderna nacionalna država tek 1871., kad je utemeljeno Njemačko Carstvo, kojim je dominirala Pruska (Austrija je ostala zasebno multietničko carstvo još 50 godina). 
To je bio drugi njemački Reich, što se obično prevodi kao ‘carstvo’, ali znači i ‘kraljevstvo’. 
Drugi Reich je proglašen 18. siječnja 1871. u Versaillesu, a ukinut je (9. studenog 1918.).
Nakon francuskih osvajanja u Napoleonskim ratovima, neprijateljstvo između dvije zemlje se nastavilo u Francusko-pruskom ratu iz 1871. (pobjeda Njemačke) i 1. svjetskom ratu (pobjeda Francuske).

## Weimarska Republika
Njemački je car morao odstupiti 1918. godine, a nakon gušenja Njemačke revolucije, umjesto Drugog Reicha nastupila je demokratska Weimarska Republika.
Zbog ratne naknade, koju je Njemačka morala platiti nakon Versajskog mira, te zbog Velike ekonomske krize, njemačko je gospodarstvo krajem 1920.-ih doživjelo kolaps.
Protudemokratske snage, kako ljevičarske tako i desničarske, imale su sve veću potporu. Na izvanrednim izborima u srpnju i studenom 1932. nacisti su osvojili 37,2% odnosno 33,0% glasova.

## Nacistička Njemačka
Adolf Hitler je 30. siječnja 1933. imenovan kancelarom, a zakonom iz 23. ožujka 1933. parlament je praktički ukinuo ustav Weimarske Republike. Tako je nastupio Treći Reich, kojim su vladali nacisti i koji je trajao 12 godina (1933. – 1945.).
Hitler je 1934. stekao apsolutnu vlast, jer je postao i predsjednik.
Hitlerova agresivna politika pripajanja susjednih zemalja, kako bi se za njemački narod osvojio "životni prostor" (Lebensraum) izazvala je 2. svjetski rat u Europi 1. rujna 1939. godine. Njemačka je u početku imala velike vojne uspjehe i osvojila glavninu europskog kopna, kao i znatan dio Sovjetskog Saveza. Ipak, pritisnuta s dvije strane Sovjetskim Savezom i SAD-om, Njemačka je počela gubiti rat. 
Nakon Hitlerova samoubojstva, Njemačka je kapitulirala 8. svibnja 1945. godine. Poraz je doveo do velikih teritorijalnih gubitaka, 15 milijuna useljenika i 45 godina podijeljene Njemačke.

## Povijest Njemačke od 1945.
Rat je izazvao uništenje 80% svih njemačkih gradova s više od 100,000 stanovnika. Ipak, gospodarstvo se naglo oporavilo 1950-ih godina (tzv. Wirtschaftswunder ili gospodarsko čudo), a gradovi su postupno obnovljeni.
Godine 1949. osnovane su dvije njemačke države: Savezna Republika Njemačka, koja je izvorno imala dvanaest saveznih država i Njemačka Demokratska Republika s pet saveznih država (umjesto kojih su 1952. uvedeni okruzi). Saarland se pridružila SR Njemačkoj 1957. godine. Tijekom 1960.-tih duž cijele granice, preko 1 000 km, izgrađen je sigurnosni kompleks sa svrhom sprečavanja ilegalnih prelazaka.
Dana 13. kolovoza 1961. podignut je Berlinski zid. Masovni prostesti 1968. u SR Njemačkoj doveli su do novog uređenja, u kojem su se kao osnovne vrijednosti isticale demokracija, ljudska prava i anti-nacionalizam.
Kancelar Willy Brandt najviše je doprinio poslijeratnom pomirenju unutar i izvan Njemačke. Poznat je njegov Kniefall, kada je u Auschwitzu pao na koljena pred spomenikom svih žrtava.
Nakon što su u Europi pali komunistički režimi, Njemačka je ponovo ujedinjena 1990. godine, nakon pada Berlinskog zida. 
Njemačka je bila prva europska zemlja (uz Vatikan, koja je poduprla neovisnost Hrvatske (vidi: hrvatsko-njemački odnosi).
Zajedno s Francuskom, Njemačka danas ima vodeću ulogu u Europskoj uniji.